# Chennevières-sur-Marne

Położenie Chennevières-sur-Marne w ramach aglomeracji paryskiej

Chennevières-sur-Marne – miejscowość i gmina we Francji, w regionie Île-de-France, w departamencie Dolina Marny.
Według danych na rok 1990 gminę zamieszkiwało 17 857 osób, a gęstość zaludnienia wynosiła 3388 osób/km² (wśród 1287 gmin regionu Île-de-France Chennevières-sur-Marne plasuje się na 167. miejscu pod względem liczby ludności, natomiast pod względem powierzchni na miejscu 657.).